# Albrecht Behmel
Albrecht Behmel (24 maart 1971) is een Duits schrijver, historicus en essayist.

## Familieachtergrond
Behmel werd geboren in een familie van landeigenaren en academici. Aan zijn moeders kant stamt hij af van Christoph Martin Wieland.

## Academische loopbaan
Albrecht Behmel voltooide zijn studies in geschiedenis en filosofie aan de Universiteit van Heidelberg bij de professoren Hans-Georg Gadamer, Klaus von Beyme en Volker Sellin en aan de Humboldtuniversiteit in Berlijn bij professor Herbert Schnädelbach. Hij publiceerde zijn eerste toneelstuk op 20-jarige leeftijd. Na in Stuttgart, Heidelberg, Parijs en Casablanca geleefd te hebben, verhuisde Behmel in 1994 naar Berlijn.

## Professionele loopbaan
Behmel's gepubliceerde werk omvat romans zoals de Homo Sapiens; bekroonde hoorspelen, filmscripts en toneelstukken alsmede non-fictie. Hij werkte voor een aantal Duitse en internationale tv-stations waaronder ARTE, Pro7 en ARD.

## Politieke opvattingen
Enkele van zijn historische essays bevorderen een liberale, anti-overheid visie op de moderne maatschappij gemengd met de nodige scepsis tegen de meeste ideologieën en sociale conventies. Behmel was tussen 2001 en 2010 lid van de Duitse liberale partij FDP.
Behmel's romans en toneelstukken bevatten een verscheidenheid aan Duitse slangs en dialecten. Homo Sapiens is meermaals vergeleken met het werk van Efraïm Kishon. Zijn meeste boeken gaan over Berlijn, de verschrikkingen van het stedelijk leven, slapeloosheid, drugs en de valkuilen van online communicatie.

## Literaire prijzen
Preis der Deutschen Akademie der Künste Darstellenden: Ist das Ihr Fahrrad, Mr O'Brien? Eine Hörspielcollage aus der Welt der Wissenschaft und des Suffs. Regie: Nikolai von Koslowski, 2003.